# Oblivion (single)
Oblivion is de achtste en laatste single van de Britse band Bastille van hun debuutalbum Bad Blood. De single werd in september 2014 als download uitgebracht, alsook op een 7" vinyl. Op de B-zijde staat het nummer bad_news, dat voor het eerst op BBC Radio 1 werd gespeeld op 13 augustus 2014.

## Muziekvideo
Een muziekvideo bij het nummer werd op YouTube geplaatst op 21 juli 2014. De video duurt 4 minuten en 11 seconden. De hoofdrol wordt gespeeld door Sophie Turner, die het nummer lipsynct.